# Pithoragarh
Pithoragarh è una suddivisione dell'India, classificata come municipal board, di 41.157 abitanti, capoluogo del distretto di Pithoragarh, nello stato federato dell'Uttarakhand. In base al numero di abitanti la città rientra nella classe III (da 20.000 a 49.999 persone).

## Geografia fisica
La città è situata a 29° 34' 60 N e 80° 13' 0 E e ha un'altitudine di 1.513 m s.l.m..

## Società

### Evoluzione demografica
Al censimento del 2001 la popolazione di Pithoragarh assommava a 41.157 persone, delle quali 22.054 maschi e 19.103 femmine. I bambini di età inferiore o uguale ai sei anni assommavano a 4.781, dei quali 2.735 maschi e 2.046 femmine. Infine, coloro che erano in grado di saper almeno leggere e scrivere erano 33.432, dei quali 18.627 maschi e 14.805 femmine.